# École de santé des armées
Pour les articles homonymes, voir ESA.
L'École de santé des armées (ESA) est la seule école militaire française des futurs officiers médecins et pharmaciens destinés à servir au sein du ministère des Armées. Ils sont amenés à exercer dans les établissements propres du service de santé des armées, notamment les centres médicaux des armées, les hôpitaux d'instruction des armées, les centres de recherche au profit de l'Armée de terre, de l'Armée de l'air, de la Marine nationale, de la Gendarmerie nationale et des unités militaires de la Sécurité civile. Elle appartient aux écoles militaires de santé de Lyon-Bron (EMSLB) créées le 1er septembre 2018.
Depuis le 9 avril 2024, elle constitue, avec l'Ecole du Personnel Paramédical des Armées (EPPA), l'Ecole du Val-de-Grâce (EVDG), l’Institut de Recherche Biomédicale des Armées (IRBA), le Centre Epidémiologique et de Santé Publique des Armées (CESPA) et le Service de Protection Radiologique des Armées (SPRA), l'Académie de Santé des Armées ou ACASAN.
Ses élèves sont traditionnellement appelés les « Santards ».

## Histoire
Fondée le 2 juillet 2011, l'ESA a été créée sur le site de l'École du service de santé des armées de Lyon-Bron.
Cette décision fait suite à la grande réforme des armées de 2008, consécutive à la publication du Livre blanc sur la défense et la sécurité nationale et à la révision générale des politiques publiques.
Héritière des écoles du service de santé des armées de Bordeaux et Lyon, et avant elles de l'École impériale du service de santé militaire de Strasbourg, l'ESA s'est vu remettre son drapeau par le directeur central du service de santé des armées, Gérard Nedellec, sur la place d'armes de l'école.
Décoré de la Légion d'honneur, des Croix de Guerre 1914-1918, 1939-1945 et T.O.E. avec palmes, il conserve le souvenir des centaines de santards et navalais tombés pour la France, au champ d'honneur ou victimes du devoir.
À partir de 2016, elle accueille une antenne de l'École du personnel paramédical des armées, jusqu’alors entièrement à Toulon. Ce transfert s'est terminé en juillet 2018, avec l'incorporation de la 3e promotion d’élèves infirmiers à Bron et la création, en septembre 2018, des écoles militaires de santé de Lyon-Bron (EMSLB). L'antenne EPPA de Toulon a fermé en novembre 2018.

### École impériale du Service de santé militaire de Strasbourg (1856 - 1870)

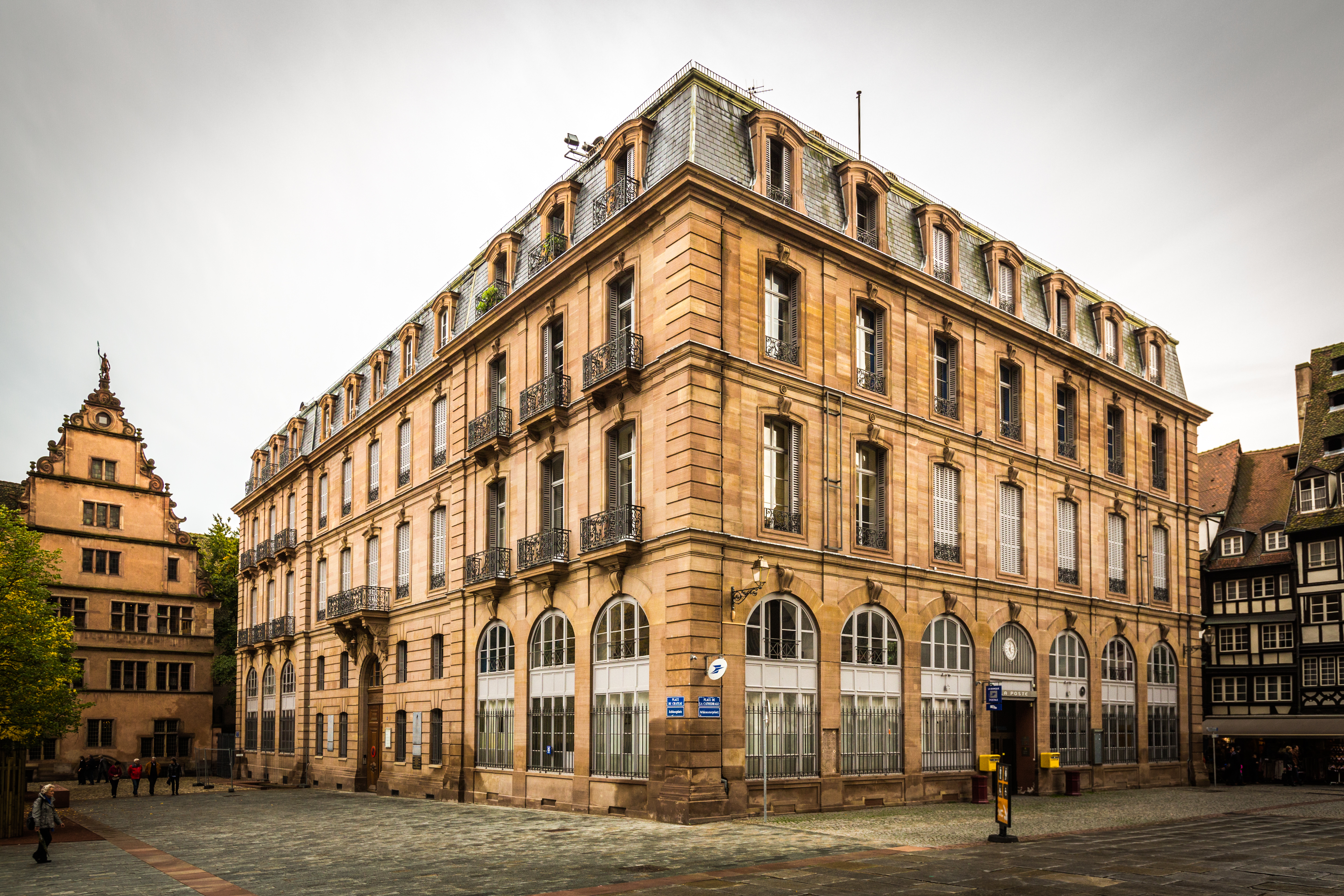
L'ancienne école impériale du service de santé militaire, en face de la cathédrale Notre-Dame de Strasbourg.

L'École impériale du Service de santé militaire est créée sous le Second Empire en 1856 à Strasbourg pour héberger et encadrer les élèves médecins et pharmaciens militaires pendant leur cursus universitaire. Les élèves médecins y deviennent populaires sous le nom de « carabins rouges ».
Mais au cours de la Guerre de 1870, la ville est assiégée : les élèves les plus jeunes participent courageusement aux secours pendant le siège (quatre y sont tués : Bartholomot, Combier, Lacour et Roy). Strasbourg tombe aux mains des Prussiens et l’école est fermée.

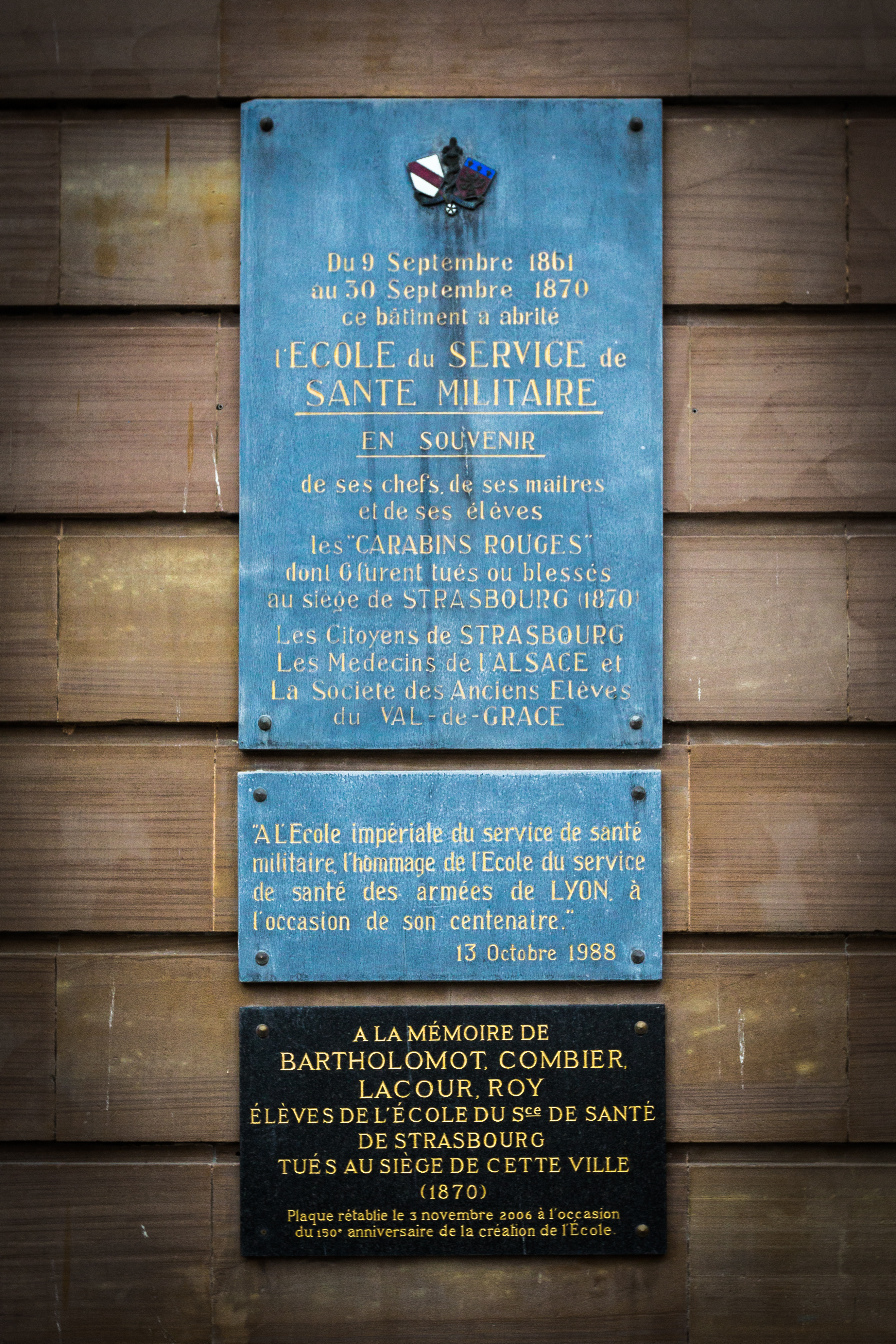
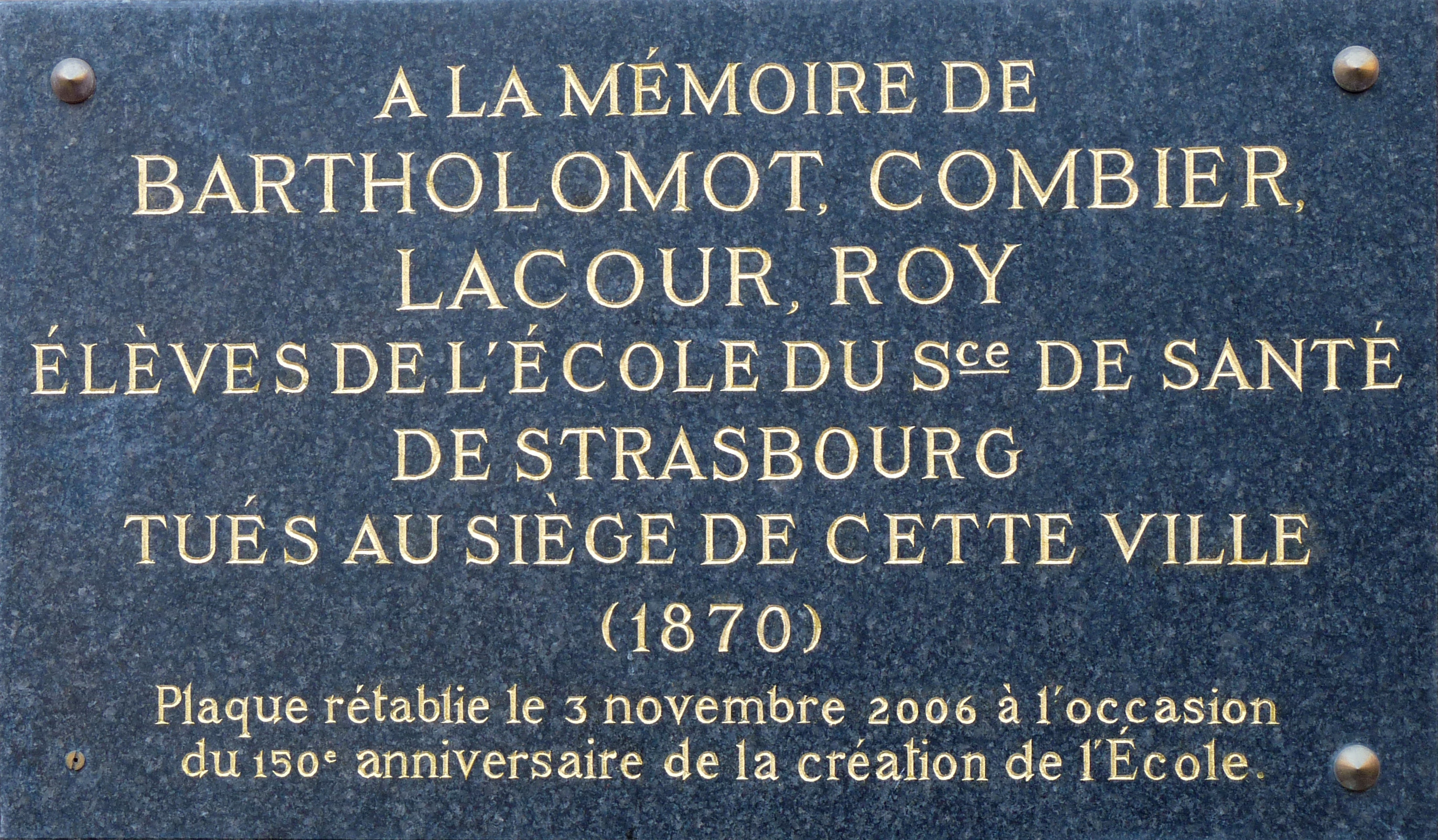

### École du Service de santé militaire de Lyon (1888 - 1971)
Il faut attendre la décennie 1880 pour que s’impose à nouveau la nécessité de réunir et d’encadrer les élèves médecins militaires dans une école pendant leur formation universitaire. En 1883, Antoine Gailleton le maire de Lyon propose sa ville. La décision est prise fin 1888 de créer cette école pour l’Armée de terre et la ville de Lyon est choisie. La mairie de Lyon s’engage à faire construire et installer les bâtiments de l’École sur l’avenue des Ponts du Midi (future avenue Berthelot). En attendant dès le printemps 1890 les premiers élèves, qui seront bien vite appelés les « Santards », s’installent à l’hôpital Desgenettes (l’ancien) quai de la Charité.

### Les écoles de médecine navale de Rochefort et Bordeaux (1715-1971)

#### École de médecine navale de Rochefort (1722 - 1963)
L'École de médecine navale de Rochefort a été fondée en 1722. C'est la première au monde. Pendant plus de 240 ans, elle forme les chirurgiens embarqués à bord des navires de guerre. En 1788, elle s’installe dans un pavillon du nouvel hôpital maritime, alors l’un des plus modernes du Royaume, où elle se trouve toujours. Les officiers de santé de Rochefort participent activement aux voyages d’exploration autour du monde. Les collections d’anatomie humaine, d’ethnographie et d’histoire naturelle ainsi que la bibliothèque s’accroissent et s’organisent sur les trois niveaux du bâtiment.
En 1890, une École principale du service de santé de la Marine s'ouvre à Bordeaux. L'école de Rochefort devient alors une école annexe, où les futurs médecins suivent leur première année d'étude et préparent le concours d'entrée à l'école de Bordeaux, et où les futurs pharmaciens effectuent leur stage. Elle ferme définitivement en 1963, mais connaît un second souffle lorsque le Musée national de la Marine est mandaté pour la restaurer. Son ouverture au public a lieu en juin 1998.

### École du Service de santé des armées (1971 - 2011) sur deux sites
Une seule École du service de santé des armées est fondée statutairement en 1971 et située sur deux sites : l'École du Service de santé des armées de Lyon-Bron et l'École du Service de santé des armées de Bordeaux. Chacune demeure dépositaire des traditions respectives des élèves médecins de l'Armée de terre pour l'école de Lyon et de la Marine pour celle de Bordeaux. 
En contrepartie, les élèves doivent abandonner leur traditionnel képi rouge contre une tenue bleu interarmées avec casquette, mais aussi leur tenue de tradition. Les « Santards » de Lyon, héritiers des « carabins rouges » de Strasbourg, portaient traditionnellement la tenue « Pinder ». Il s'agissait d'un grand uniforme de style Second Empire, composé d'une vareuse bleu sombre, d'un pantalon rouge garance et d'un bicorne à cocarde tricolore. Héritée de Strasbourg, si elle fut plusieurs fois abandonnée, elle fut à chaque fois remise à l'ordre du jour . Elle est encore aujourd'hui amèrement regrettée des élèves. Cependant, l'Association « Santards et tradition » a pu conserver et remettre en état une vingtaine de ces tenues. Celles-ci sont portées par les jeunes élèves baptisés lors du baptême de leur promotion. Le port de cet uniforme de cérémonie, bien qu'officieux, est toléré par la hiérarchie militaire au nom des traditions des Santards.

## Les écoles militaires de santé de Lyon-Bron - EMSLB
Depuis le 1er septembre 2018, l'ESA et l'EPPA forment une seule entité administrative : les écoles militaires de santé de Lyon-Bron (EMSLB) créées par décision de la ministre des armées. Chaque école conserve son drapeau et ses traditions. Ce regroupement permet des économies structurelles importantes et permet de rapprocher dès le stade de la formation praticiens et paramédicaux qui exerceront demain, en équipe, en opérations extérieures. Les EMSLB rassemblent sur un même site 6 compagnies d'élèves praticiens, 3 compagnies d'élèves infirmiers, soit 930 élèves et une centaine de cadres.

## Formation des médecins des armées
Le bachelier qui s'engage comme médecin militaire signe un contrat qui le lie au service de santé des armées pour une durée égale à deux fois le temps à la faculté plus trois fois le temps passé en internat (soit 2×6 + 3×4 = 24 ans pour un médecin généraliste), études comprises. En cas d'échec ou d'abandon d'études, il doit alors rembourser la totalité de ses soldes perçues, majorée par un coefficient de 1,5. 
Les élèves, recrutés par un concours très sélectif après le baccalauréat, à l'issue de la PASS ou de la DFGSM3, suivent un double cursus : 
- la même formation universitaire que leurs camarades civils, répartis dans les deux facultés de médecine de Lyon (UFR Lyon Est — fusion des trois anciennes facultés du pôle Est : Grange Blanche, RTH Laënnec et Lyon Nord —, ou UFR Lyon Sud) 
- une formation médico-militaire complémentaire d'un total de 1800 heures réparties sur les 6 ans d'études. Cette formation est reconnue par un master spécialisé de la conférence des grandes écoles remis en fin de 6e année.
Pendant la première année, les élèves bénéficient du soutien de professeurs détachés de l’Éducation Nationale sous la forme de  colles écrites hebdomadaires, colles orales, quizz… Les élèves en échec sont autorisés à redoubler leur année à l'École après un conseil d'instruction.
Durant leur cursus universitaire, ils effectuent divers stages au sein des hôpitaux militaires et civils et présentent les épreuves classantes nationales ou ECN (ancien concours de l'Internat). En fonction de leur rang de classement, ils peuvent prétendre à une spécialité de médecine générale et choisissent un hôpital d'instruction des Armées pour y effectuer leur internat.
Les Santards de 4e, 5e et 6e années bénéficient également de cours spécifiques tels que médecine tropicale, médecine du sport et médecine d'urgence.
Cette formation est ponctuée et conclue par des stages à l'École du Val-de-Grâce (EVDG) à Paris. Comme tout médecin civil, les internes des hôpitaux des armées soutiennent une thèse afin d'acquérir le titre de Docteur en médecine.

## Formation militaire des praticiens des armées
Elle représente 15 % de la formation totale. Dès l'incorporation, ils suivent une formation militaire initiale (FMI) de quinze jours où on leur enseigne des bases de culture militaire, topographie, exercices sur le terrain. Chaque élève apprend la base de premiers secours (PSC1).
Lors de leur passage en 2e année, ils effectuent la formation militaire complémentaire (FMC), en camp militaire, qui dure deux semaines. Elle approfondit la FMI en matière de culture militaire, avec notamment l'apprentissage de l'utilisation de l'armement ; de même, chaque élève passe l'épreuve du sauvetage au combat de niveau 1 (SC1). Le niveau 3 sera validé en fin d'internat.
En fin de 2e année, les élèves effectuent un stage en unité de trois semaines dans l'armée de leur choix.
En fin de 3e année, une ultime formation militaire spécialisée (FMS) d'une semaine leur est dispensée sur le site de l'École.
En 6e année, ils effectuent un exercice de prise en charge des blessés de guerre sur le site de l'école.
Durant l'ensemble de leur cursus, les élèves  participent à d'autres événements communs aux grandes écoles militaires comme le tournoi sportif des grandes écoles de la Défense (TSGED) ou encore le séminaire interarmées des grandes écoles militaires (SIGEM). Ils effectuent des gardes chez les pompiers de Paris, Marseille ou Lyon, des stages à l'étranger et passent des brevets militaires : brevet de parachutisme militaire, brevet de sport militaire, d'alpinisme militaire, monitorat de premiers secours, monitorat commando, CEFE, etc. Enfin, ils participent aux cérémonies commémoratives locales de Lyon et de Bron (8 mai, 11 novembre) et au défilé du 14 juillet à Paris.

## Promotions

### Promotions de l'École de santé des armées (depuis 2011)
- 2011. Médecin inspecteur général Edmond Delorme[6].
- 2012. Médecin général inspecteur Raoul Chavialle[7].
- 2013. Médecin général inspecteur Pierre Lefebvre[8].
- 2014. Médecins de la Grande Guerre[9].
- 2015. Médecin général inspecteur Lucien Jame.
- 2016. Médecin capitaine André Genet.
- 2017. Médecin général inspecteur Henri Rouvillois.
- 2018. Médecin colonel Henri Fruchaud.
- 2019. Médecin colonel Guy Charmot.
- 2020. Médecin colonel Jean-Louis Rondy.
- 2021. Médecin général inspecteur Gaspard-Léonard Scrive.
- 2022. Médecin lieutenant-colonel Georges Armstrong.
- 2023. Médecin-général Jean Trassagnac.

## Commandants de l'École
- 2011 : médecin général inspecteur Jean-Luc Perret.
- 2013 : médecin général inspecteur Jean-Didier Cavallo.
- 2017 : médecin général inspecteur Hervé Foehrenbach.
- 2019 : médecin général inspecteur Sylvain Ausset.
- 2024 : médecin général Pierre-Eric Schwartzbrod

## Site internet historique
Il existe un site internet historique référençant des informations supplémentaires sur l'École de Santé des Armées et ses élèves :
Santards, Navalais et Traditions.